# Dragon Age: The Veilguard
Dragon Age: The Veilguard, anciennement nommé Dragon Age: Dreadwolf, est un  jeu vidéo de rôle développé par BioWare et édité par Electronic Arts, sorti le 31 octobre 2024 sur Microsoft Windows, Xbox Series et PlayStation 5. C'est le quatrième jeu principal de la franchise Dragon Age.

## Développement

### VersionJoplin
Le développement du quatrième titre principal de la série Dragon Age, nommé à l'époque Joplin, a commencé en 2015. Il était à l'origine destiné à être un jeu plus petit et plus axé sur la narration se déroulant dans la région de l'Empire tévintide de l'univers du jeu.
Des problèmes avec le développement des autres jeux de Bioware Mass Effect: Andromeda et Anthem ont conduit à des interruptions répétées lorsque le personnel de Joplin a été ré-assigné vers ces jeux. En octobre 2018, Bioware et sa société mère EA ont complètement annulé Joplin, apparemment parce qu'il ne prévoyait pas de composant jeu vidéo en tant que service  offrant des opportunités de monétisation.

### VersionMorrison
Le développement de Dragon Age 4 a été redémarré sous le nom de code Morrison en 2018, cette fois avec un composant de service en direct et basé sur le codage d'Anthem. Il a été annoncé pour la première fois aux Game Awards en décembre 2018, et le matériel promotionnel publié par BioWare depuis lors a révélé la présence de lyrium rouge comme une partie importante de l'intrigue du jeu. Deux ans plus tard, une nouvelle bande-annonce est sortie lors de l'édition 2020 des Game Awards. Il présentait le personnage nain Varric Tethras comme narrateur, ainsi que la brève apparition du personnage principal Solas, désormais connu sous le nom de Loup Implacable,,.
En interne, l'équipe de développeurs vise initialement une date de sortie en septembre 2023, mais cet objectif est à plusieurs reprises repoussé, si bien que des analystes de l'industrie estiment une sortie fin 2024 ou en 2025 plus plausible. En mars 2023, l'équipe de Bioware travaillant sur le prochain opus de Mass Effect est en partie réquisitionnée pour venir soutenir le développement de Dread Wolf ; en août 2023, Bioware annonce licencier près de 50 personnes, qui seraient issues majoritairement du projet Mass Effect et dont le départ n'affecterait donc pas Dread Wolf.
Le 6 juin 2024, Bioware dévoile le nouveau titre du jeu, Dragon Age: The Veilguard. Une présentation détaillée est présentée le 11 juin.

### Bande originale
Sous la direction de Cody Behiel, la bande originale du jeu est composée conjointement par Hans Zimmer et Lorne Bafle.

## Doublage

### Version originale[9]
- Rook : Alex Jordan / Bryony Corrigan / Erika Ishii / Jeff Berg
- Varric : Brian Bloom
- Solas : Gareth David-Lloyd
- Harding : Ali Hilis
- Neve : Jessica Clark
- Bellara : Jee Young Han
- Lucanis : Zach Mendez
- Davrin : Ike Amadi
- Taash : Jin Maley
- Emmrich : Nick Boraine

### Version française[9]
- Rook (voix masculine) : Marc Maurille
- Rook  (voix féminine) : Camille Gondard
- Varric : Charlie Beaubourg
- Solas : Bertrand Nadler
- Harding : Chloé Berthier
- Neve : Ségolène Alunni
- Bellara : Charlotte Hervieux
- Lucanis : Vincent Ronsse
- Rancœur : Raphaël Cohen
- Davrin : Baptiste Marc
- Taash : Bérénice Bala
- Emmrich : Franck Vincent
- Elgar'nan : Pierre Alam
- Ghilan'nain : Pamela Ravassard
- L'Inquisiteur (voix masculine 1) : Pierre Tessier
- L'Inquisiteur (voix masculine 2) : Philippe Valmont-Bouton
- L'Inquisitrice (voix féminine 1) : Claudine Grémy
- L'Inquisitrice (voix féminine 2) : Céline Melloul
- Morrigan : Déborah Perret
- Dorian : Éric Aubrahn
- Isabela : Gaëlle Savary
- Viago : Marc Arnaud
- Zara Renata : Sophie Planet
- La Vipère : Charles Mendiant
- Tarquin : Hervé Rey
- Haut commandeur : Gérard Darier
- La Vigie : Olivia Dalric

## Accueil

### Critiques
Dragon Age: The Veilguard est globalement bien accueilli par les médias et critiques vidéoludiques,, mais les retours des joueurs sont mitigés, avec 68 % d'avis favorables sur Steam,. Certaines critiques pointant un manque d'innovation, une écriture inégale et un gameplay répétitif.
Pour Michael Douse, directeur de l'édition de Larian Studios, The Veilguard « est le premier jeu Dragon Age qui sait vraiment ce qu'il veut être […]. Si vous voulez un jeu axé sur les personnages avec un système de combat puissant dans un univers que vous connaissez, que vous aimez ou dont vous avez juste entendu parler, il est bien meilleur que les jeux d'action classiques et beaucoup moins compliqué que les RPG gargantuesques qui peuvent parfois intimider. En un mot, c'est amusant ! ».

#### Review bombing
Le jeu est victime d'une campagne de dénigrement via un bombardement d'avis négatifs (en), certains reprochant au jeu d'être « woke » au motif qu'il prône un discours pro-LGBT, dû notamment à la présence d'un personnage non-binaire,,,,.
Face au review bombing du jeu sur son site web, l’agrégateur de notes Metacritic a réaffirmé auprès d'Eurogamer sa volonté de modérer « les propos racistes, sexistes, homophobes, les insultes à l'égard d'autres utilisateurs » ou tout autre comportement violant ses conditions d'utilisation. Malgré tout, le score utilisateur reste très bas, puisque les internautes ne possédant pas le jeu peuvent quand même le noter, au contraire de la plateforme Steam,.

### Popularité
Dragon Age: The Veilguard est le premier jeu de l'histoire de Bioware à être proposé dès sa sortie sur Steam ce qui rend toute comparaison avec d'autres jeux du même éditeur difficile. Il a néanmoins atteint le top 5 des ventes pendant une semaine et représente le meilleur démarrage du studio sur cette plateforme avec un pic de 70 414 connexions simultanées sur Steam, devant les 59 817 de Mass Effect: Édition Légendaire. Pour comparer, Star Wars Jedi: Survivor avait quant à lui rassemblé 67 855 joueurs à sa sortie.

### Ventes
Si, dans un premier temps, les chiffres de vente de Dragon Age: The Veilguard ne sont pas communiqués, un rapport financier publié par l'éditeur Electronic Arts en janvier 2024 indique que le jeu n'a pas atteint les objectifs commerciaux escomptés : 1,5 million de joueurs ont « été touchés » par le jeu, soit deux fois moins que projeté par l'entreprise. Étant donné que Dragon Age: The Veilguard était également accessible gratuitement via le service d'abonnement EA Play, cela signifie que le jeu ne s'est pas vendu à 1,5 million d'exemplaires.
Dans le même rapport, l'éditeur annonce avoir dû réviser ses objectifs annuels à la suite des mauvais résultats commerciaux de plusieurs jeux, mais blâme surtout les résultats décevants de la simulation de football EA Sports FC 25. La cote d'Electronic Arts en bourse chute de 18% dans les jours suivants.
Plusieurs analystes, dont le site web spécialisé Polygon, estiment que cette déception commerciale est moins due à une mauvaise performance du jeu qu'à des objectifs de ventes hors de proportion avec l'état contemporain du marché du jeu vidéo : Polygon remarque que le nombre d'installations du jeu est similaire à celui d'autres RPG grand public sortis dans l'année, comme Final Fantasy VII Rebirth ou Metaphor: ReFantazio, et que le budget de production de Dragon Age: The Veilguard, rendu très élevé par les 10 années de développement et le redémarrage à zéro de plusieurs mécaniques de jeu, aurait dû alerter sur la difficulté de générer des bénéfices,.